# 邁克·克拉克 (賽車)
迈克·克拉克（1972年3月18日—），是一名卢森堡一级方程式赛车工程师，目前担任阿斯顿·马丁车队的首席赛道官。

## 职业生涯
1998年7月，迈克·克拉克加入宝马担任测试工程师。2001年初，他离开宝马加入索伯车队担任数据分析工程师；2003年12月，他被提拔为费利佩·马萨的比赛工程师。在2005年底宝马收购索伯成为宝马索伯车队时，克拉克担任着车队总工程师的职位。2008年克拉克离开车队，因为高层希望车队专注于2009年赛季的准备而不是2008年帮助罗伯特·库比卡争取该年度的车手总冠军。
克拉克回到三级方程式赛事，先后在Kolles & Heinz联合车队和高科技车队任职。2010年10月，他回归宝马，加入德国房车赛部门担任首席工程师。2012年他再次离开宝马，加入保时捷；他在保时捷期间就职于世界耐力锦标赛部门，担任赛道工程总监。2014年他离开保时捷，再次加入宝马，担任首席性能工程师。他在宝马参与过包括电动方程式、国际赛车运动协会、GT等多个赛事的工作；在2018年，他被任命为赛事测试工程、运营及组织负责人。
2022年1月，一级方程式的阿斯顿·马丁车队宣布将任命迈克·克拉克担任车队领队，接替被开除的奥特马尔·萨夫诺尔。
2025年1月，阿斯顿·马丁车队宣布迈克·克拉克将担任车队的首席赛道官，负责车队赛道团队的运作。车队首席执行官安迪·考威尔将兼任车队领队一职。